# Campeonato Cabo-Verdiano de Futebol de 2017
O Campeonato Cabo-Verdiano de futebol de 2017 foi a 38ª edição da Campeonato Cabo-Verdiano de Futebol, competição de futebol.  Foi o primeiro tempo com trés grupos e seis rodadas. O clube finido segundo em uma melhores dos trés grupos qualificado na fase de semifinal.
O campeonato teve início no final de 2016, com os torneios locais qualificatórios, onde 11 equipes mais o defensor do título avançariam à segunda fase, e teve seu término em 27 de agosto, com a realização da grande Final (originalmente em início de julho). A equipa Sporting Clube da Praia conseguiu o seu segundo título ao vencer o FC Ultramarina por 5 a 3 em dois jogos.

## Clubes
Mindelense

 Derby
- Clube Sportivo Mindelense, campeão do campeonato do 2016
- Sport Sal Rei Club, campeão de Liga Insular da Boa Vista
- Sporting Clube da Brava, campeão de Liga Insular da Brava[2]
- Vulcânicos, campeão de Primeira Divisão do Fogo
- Onze Unidos, campeão de Primeira Divisão do Maio[3]
- Académico do Aeroporto, campeão de Primeira Divisão do Sal
- AJAC da Calheta, campeão de Primeira Divisão de Santiago Norte[4]
- Sporting Clube da Praia, campeão de Primeira Divisão de Santiago Norte[5]
- Paulense, campeão de Primeira Divisão de Santo Antão Norte
- Associação Académica do Porto Novo, campeão de Campeonato Regional de Santo Antão Sul[6]
- FC Ultramarina, campeão de Campeonato Regional do São Nicolau
- FC Derby, vice-campeão de Primeira Divisão de São Vicente

### Informações sobre o clubes
| Clube                              | Localização               | Estádio            | Capaciade |
| ---------------------------------- | ------------------------- | ------------------ | --------- |
| Onze Unidos                        | Cidade (Vila) do Maio     | 20 de Janeiro      | 4 000     |
| Associação Académica do Porto Novo | Porto Novo                | Porto Novo         | 8 000     |
| Académico do Aeroporto             | Espargos                  | Marcelo Leitão     | 8 000     |
| FC Ultramarina                     | Tarrafal de São Nicolau   | Orlando Rodrígues  | 5 000     |
| Sporting Clube da Praia            | Praia                     | Várzea             | 12 000    |
| Futebol Clube de Derby             | Mindelo                   | Adérito Sena       | 5 000     |
| Clube Sportivo Mindelense          | Mindelo                   | Adérito Sena       | 5 000     |
| Sport Sal Rei Club                 | Sal Rei                   | Arsénio Ramos      | 500       |
| Paulense Desportivo Clube]         | Cidade (Vila) das Pombas  | João da Serra      | 2 000     |
| Sporting Clube da Brava            | Cidade (Vila) Nova Sintra | Aquiles d'Oliveira | 500       |
| AJAC da Calheta                    | Calhbeta de São Miguel    | Calheta            | 1 000     |
| Vulcânicos                         | São Filipe                | 5 de Julho         | 1 000     |

## Resumo da Temporada

### Classificação Final

#### Grupo A
| # | Equipa                         | J | V | E | D | GP | GC | SG | Pts | Classificação                                                      |
| - | ------------------------------ | - | - | - | - | -- | -- | -- | --- | ------------------------------------------------------------------ |
| 1 | FC Ultramarina de Tarrafal (Q) | 6 | 4 | 1 | 1 | 11 | 6  | +5 | 13  | Qualificado para Semi-final do Campeonato cabo-verdiano de futebol |
| 2 | CD Onze Unidos                 | 6 | 3 | 2 | 1 | 9  | 5  | +4 | 11  |                                                                    |
| 3 | AJAC da Calheta                | 6 | 1 | 2 | 3 | 7  | 11 | −4 | 5   |                                                                    |
| 4 | Vulcânicos                     | 6 | 1 | 1 | 4 | 7  | 11 | −4 | 4   |                                                                    |

Fonte: [carece de fontes?]
Regras para classificação: 1º pontos; 2º saldo de gols; 3º gols pró.
(C) = Campeão; (R) = Rebaixado; (P) = Promovido; (O) = Vencedor do play-off; (A) = Classificado para a próxima fase. 
Somente aplicável se a temporada não tiver terminado: 
(Q) = Classificado para a fase do torneio indicada; (TQ) = Classificado para o torneio, mas não para a fase indicada; (DQ) = Desclassificado do torneio.

#### Grupo B
| # | Equipa                                 | J | V | E | D | GP | GC | SG | Pts | Classificação                                                 |
| - | -------------------------------------- | - | - | - | - | -- | -- | -- | --- | ------------------------------------------------------------- |
| 1 | Clube Sportivo Mindelense (Q)          | 6 | 4 | 1 | 1 | 8  | 3  | +5 | 13  | Qualificado para Final do Campeonato cabo-verdiano de futebol |
| 2 | Associação Académica do Porto Novo (Q) | 6 | 3 | 2 | 1 | 12 | 7  | +5 | 11  | Qualificado para Final do Campeonato cabo-verdiano de futebol |
| 3 | Académico do Aeroporto                 | 6 | 1 | 2 | 3 | 6  | 10 | −4 | 5   |                                                               |
| 4 | Paulense                               | 6 | 0 | 3 | 3 | 4  | 10 | −6 | 3   |                                                               |

Fonte: [carece de fontes?]
Regras para classificação: 1º pontos; 2º saldo de gols; 3º gols pró.
(C) = Campeão; (R) = Rebaixado; (P) = Promovido; (O) = Vencedor do play-off; (A) = Classificado para a próxima fase. 
Somente aplicável se a temporada não tiver terminado: 
(Q) = Classificado para a fase do torneio indicada; (TQ) = Classificado para o torneio, mas não para a fase indicada; (DQ) = Desclassificado do torneio.

#### Grupo C
| # | Equipa                      | J | V | E | D | GP | GC | SG  | Pts | Classificação                                                      |
| - | --------------------------- | - | - | - | - | -- | -- | --- | --- | ------------------------------------------------------------------ |
| 1 | Sporting Clube da Praia (Q) | 6 | 4 | 2 | 0 | 8  | 1  | +7  | 14  | Qualificado para Semi-final do Campeonato cabo-verdiano de futebol |
| 2 | Futebol Clube Derby         | 6 | 3 | 1 | 2 | 7  | 5  | +2  | 10  |                                                                    |
| 3 | Sporting Clube da Brava     | 6 | 3 | 1 | 2 | 6  | 5  | +1  | 10  |                                                                    |
| 4 | Sport Sal Rei Club          | 6 | 0 | 0 | 6 | 1  | 11 | −10 | 0   |                                                                    |

Fonte: [carece de fontes?]
Regras para classificação: 1º pontos; 2º saldo de gols; 3º gols pró.
(C) = Campeão; (R) = Rebaixado; (P) = Promovido; (O) = Vencedor do play-off; (A) = Classificado para a próxima fase. 
Somente aplicável se a temporada não tiver terminado: 
(Q) = Classificado para a fase do torneio indicada; (TQ) = Classificado para o torneio, mas não para a fase indicada; (DQ) = Desclassificado do torneio.

#### Melhores segundos
| # | Equipa                                 | J | V | E | D | GP | GC | SG | Pts | Classificação                                                      |
| - | -------------------------------------- | - | - | - | - | -- | -- | -- | --- | ------------------------------------------------------------------ |
| 1 | Associação Académica do Porto Novo (Q) | 6 | 3 | 2 | 1 | 12 | 7  | +5 | 11  | Qualificado para Semi-final do Campeonato cabo-verdiano de futebol |
| 2 | CD Onze Unidos                         | 6 | 3 | 2 | 1 | 9  | 5  | +4 | 11  |                                                                    |
| 3 | Futebol Clube Derby                    | 6 | 3 | 1 | 2 | 7  | 5  | +2 | 10  |                                                                    |

Fonte: [carece de fontes?]
Regras para classificação: 1º pontos; 2º saldo de gols; 3º gols pró.
(C) = Campeão; (R) = Rebaixado; (P) = Promovido; (O) = Vencedor do play-off; (A) = Classificado para a próxima fase. 
Somente aplicável se a temporada não tiver terminado: 
(Q) = Classificado para a fase do torneio indicada; (TQ) = Classificado para o torneio, mas não para a fase indicada; (DQ) = Desclassificado do torneio.

## Jogos
| Rodada 1             | Rodada 1 | Rodada 1             | Rodada 1            | Rodada 1    | Rodada 1 | Rodada 1 | Rodada 1 | Rodada 1 | Rodada 1 | Rodada 1 | Rodada 1 |
| Casa                 | Gols     | Visitador            | Estádio             | Data        | Hora     |          |          |          |          |          |          |
| -------------------- | -------- | -------------------- | ------------------- | ----------- | -------- | -------- | -------- | -------- | -------- | -------- | -------- |
| Onze Unidos          | 2 - 1    | Ultramarina          | 20 de Janeiro       | 13 de maio  | 16:00    |          |          |          |          |          |          |
| AJAC da Calheta      | 2 - 3    | Vulcânicos           | Calheta             | 31 de maio  | 16:00    |          |          |          |          |          |          |
| Paulense             | 0 - 1    | Mindelense           | João Serra          | 14 de maio  | 16:00    |          |          |          |          |          |          |
| Académica Porto Novo | 1 - 1    | Académico Aeroporto  | Porto Novo          | 13 de maio  | 16:00    |          |          |          |          |          |          |
| Derby                | 0 - 1    | Sporting Praia       | Adérito Sena        | 13 de maio  | 16:00    |          |          |          |          |          |          |
| Sal Rei              | 0 - 1    | Sporting Brava       | Arsénio Ramos       | 13 de maio  | 16:00    |          |          |          |          |          |          |
| Rodada 2             |          |                      |                     |             |          |          |          |          |          |          |          |
| Casa                 | Gols     | Visitador            | Estádio             | Data        | Hora     |          |          |          |          |          |          |
| Ultramarina          | 2 - 0    | AJAC da Calheta      | Orlando Rodrigues   | 20 de maio  | 16:00    |          |          |          |          |          |          |
| Vulcânicos           | 0 - 1    | Onze Unidos          | 5 de Julho          | 20 de maio  | 16:00    |          |          |          |          |          |          |
| Mindelense           | 2 - 1    | Académica Porto Novo | Adérito Sena        | 20 de maio  | 16:00    |          |          |          |          |          |          |
| Académico Aeroporto  | 1 - 1    | Paulense             | Marcelo Leitão      | 20 de maio  | 17:00    |          |          |          |          |          |          |
| Sporting Praia       | 3 - 0    | Sal Rei              | Várzea              | 20 de maio  | 16:00    |          |          |          |          |          |          |
| Sporting Brava       | 2 - 1    | Derby                | Aquiles de Oliveira | 21 de maio  | 16:00    |          |          |          |          |          |          |
| Rodada 3             |          |                      |                     |             |          |          |          |          |          |          |          |
| Casa                 | Gols     | Visitador            | Estádio             | Data        | Hora     |          |          |          |          |          |          |
| Onze Unidos          | 1 - 1    | AJAC da Calheta      | 20 de Janeiro       | 27 de maio  | 16:00    |          |          |          |          |          |          |
| Ultramarina          | 2 - 2    | Vulcânicos           | Orlando Rodrigues   | 27 de maio  | 16:00    |          |          |          |          |          |          |
| Paulense             | 2 - 2    | Académica Porto Novo | João Serra          | 27 de maio  | 16:00    |          |          |          |          |          |          |
| Mindelense           | 2 - 0    | Académico Aeroporto  | Adérito Sena        | 27 de maio  | 16:00    |          |          |          |          |          |          |
| Derby                | 1 - 0    | Sal Rei              | Adérito Sena        | 28 de maio  | 16:00    |          |          |          |          |          |          |
| Sporting Praia       | 1 - 0    | Sporting Brava       | Várzea              | 27 de maio  | 16:00    |          |          |          |          |          |          |
| Rodada 4             |          |                      |                     |             |          |          |          |          |          |          |          |
| Casa                 | Gols     | Visitador            | Estádio             | Data        | Hora     |          |          |          |          |          |          |
| Ultramarina          | 2 - 1    | Onze Unidos          | Orlando Rodrigues   | 4 de junho  | 16:00    |          |          |          |          |          |          |
| Vulcânicos           | 1 - 2    | AJAC da Calheta      | 5 de Julho          | 4 de junho  | 16:00    |          |          |          |          |          |          |
| Mindelense           | 0 - 0    | Paulense             | Adérito Sena        | 3 de junho  | 16:00    |          |          |          |          |          |          |
| Académico Aeroporto  | 1 - 3    | Académica Porto Novo | Porto Novo          | 3 de junho  | 16:00    |          |          |          |          |          |          |
| Sporting Praia       | 1 - 1    | Derby                | Várzea              | 3 de junho  | 16:00    |          |          |          |          |          |          |
| Sporting Brava       | 2 - 1    | Sal Rei              | Aquiles de Oliveira | 4 de junho  | 16:00    |          |          |          |          |          |          |
| Rodada 5             |          |                      |                     |             |          |          |          |          |          |          |          |
| Casa                 | Gols     | Visitador            | Estádio             | Data        | Hora     |          |          |          |          |          |          |
| AJAC da Calheta      | 0 - 2    | Ultramarina          | Calheta             | 11 de junho | 16:00    |          |          |          |          |          |          |
| Onze Unidos          | 2 - 0    | Vulcânicos           | 20 de Janeiro       | 11 de junho | 16:00    |          |          |          |          |          |          |
| Académica Porto Novo | 2 - 1    | Mindelense           | Porto Novo          | 11 de junho | 16:00    |          |          |          |          |          |          |
| Paulense             | 1 - 3    | Académico Aeroporto  | João Serra          | 11 de junho | 16:00    |          |          |          |          |          |          |
| Sal Rei              | 0 - 2    | Sporting Praia       | Arsénio Ramos       | 11 de junho | 16:00    |          |          |          |          |          |          |
| Derby                | 2 - 1    | Sporting Brava       | Adérito Sena        | 11 de junho | 16:00    |          |          |          |          |          |          |
| Rodada 6             |          |                      |                     |             |          |          |          |          |          |          |          |
| Casa                 | Gols     | Visitador            | Estádio             | Data        | Hora     |          |          |          |          |          |          |
| AJAC da Calheta      | 2 - 2    | Onze Unidos          | Calheta             | 18 de junho | 16:00    |          |          |          |          |          |          |
| Vulcânicos           | 1 - 2    | Ultramarina          | 5 de Julho          | 18 de junho | 16:00    |          |          |          |          |          |          |
| Académica Porto Novo | 3 - 0    | Paulense             | Porto Novo          | 18 de junho | 16:00    |          |          |          |          |          |          |
| Académico Aeroporto  | 0 - 2    | Mindelense           | Marcelo Leitão      | 18 de junho | 16:00    |          |          |          |          |          |          |
| Sal Rei              | 0 - 2    | Derby                | Arsénio Ramos       | 18 de junho | 16:00    |          |          |          |          |          |          |
| Sporting Brava       | 0 - 0    | Sporting Praia       | Aquiles de Oliveira | 18 de junho | 16:00    |          |          |          |          |          |          |

## Tempo finais
- Referência:

### Meias finais
| 27 de junho de 2017 | FC Ultramrina de Tarrafal | 3:0 | CS Mindelense | Estádio Orlando Rodrigues Tarrafal de São Nicolau |
| 16:00               |                           |     |               | Árbitro: Lenine Rocha                             |

Na início de agosto, Mindelense foi desqualificado na jogos finais.
| 24 de junho de 2017 | Académica do Porto Novo | 1:1 | Sporting Clube da Praia | Estádio Municipal do Porto Novo Porto Novo |
| 16:00               | Fagui 61'               |     | Tae 84'                 | Árbitro: Anacleto do Rosario               |

| 2 de julho de 2017 | Mindelense                 | 0:2 | FC Ultramarina de Tarrafal | Estádio Municipal Adérito Sena Mindelo |
| 16:00 (UTC-1)      | Patchik 13' · Djassa 45+2' |     |                            | Árbitro: Manuel Timas                  |

| 2 de julho de 2017 | Sporting Clube da Praia | 1:0 | Académica do Porto Novo | Estádio da Várzea Praia  |
| 16:00 (UTC-1)      | Blessed 22'             |     |                         | Árbitro: Fabrício Duarte |

### Finais
| 20 de agosto de 2017 | FC Ultramarina de Tarrafal | 1:1 | Sporting Clube da Praia | Estádio Orlando Rodrigues Tarrafal de São Nicolau |
| 16:00 (UTC-1)        |                            |     |                         |                                                   |

| 27 de agosto de 2017 | Sporting Clube da Praia    | 3:2 | FC Ultramrina de Tarrafal | Estádio da Várzea Praia |
| 15:30 (UTC-1)        | Nido 10' · Sunday 67', 70' |     | Adyr 55' · Augusto 72'    | Árbitro: Lenine Rocha   |

| Venceador Sporting Clube da Praia 10a título |